# Ray Harryhausen
Ray Harryhausen (uttal: ['hærihɔ:zən]), född 29 juni 1920 i Los Angeles, död 7 maj 2013 i London, var en amerikansk filmregissör, filmproducent och animatör. Han var känd för sina specialeffekter, där han särskilt kom att utveckla stop motion-animationen.

## Biografi
Efter att Harryhausen hade sett filmen King Kong växte hans intresse för animation och specialeffekter. Harryhausen sökte upp effektmakaren på King Kong – Willis O'Brien – och sökte jobb. Willis hade inget, men han rekommenderade honom för den ungersk-amerikanske animatören George Pal, där Harryhausen kom att arbeta på Pals Puppetoons-filmer 1940–1942. Därefter inkallades Harryhausen, och under resten av kriget kom han att vara medarbetare på ett antal propagandafilmer regisserade av Frank Capra.
Den första långfilmsproduktion Harryhausen kom att arbetar på vara Fantomen från Afrika (1949), som precis som King Kong har en enorm apa i huvudrollen. När Harryhausen, då 29 år gammal, gjorde specialeffekterna till filmen fick han hjälp av Willis O'Brien. Harryhausen och O'Brien kom även senare att arbeta tillsammans med vissa projekt, till exempel The Animal World (1956), och O'Brien fungerade länge som en mentor till lärlingen Ray.
Harryhausen gjorde sedan effekterna till flera science fiction-filmer. Dessa inkluderar Jules Vernes Först på månen och de fantasyfilmer som mest kommit att sammankopplas med Harryhausen namn – huvudsakligen Det gyllene skinnet (1963) och filmtrilogin om Sinbad. År 1992 vid den 64:e oscarsgalan tilldelades Harryhausen hederspriset Gordon E. Sawyer Award.
1998 utgavs dokumentärfilmen The Harryhausen Chronicles om Harryhausens liv och inflytande i filmens värld.
Harryhausen avled den 7 maj 2013.

## Filmografi
- 1949 – Fantomen från Afrika (Mighty Joe Young)
- 1953 – Skräcködlan (The Beast from 20,000 Fathoms)
- 1955 – It Came from Beneath the Sea
- 1956 – The Animal World
- 1956 – Anfall från rymden (Earth vs. the Flying Saucers)
- 1957 – 20 Million Miles to Earth
- 1958 – Sinbads tusen äventyr (The Seventh Voyage of Sinbad)
- 1960 – Gullivers resor (3 Worlds of Gulliver)
- 1961 – Den hemlighetsfulla ön (Mysterious Island)
- 1963 – Det gyllene skinnet (Jason and the Argonauts)
- 1964 – Först på månen (First Men on the Moon)
- 1966 – Giganternas kamp (One Million Years B.C.)
- 1969 – The Valley of Gwangi
- 1973 – Sinbads fantastiska resa (The Golden Voyage of Sinbad)
- 1977 – Sinbad och tigerns öga (Sinbad and the Eye of the Tiger eller Sinbad at the World's End)
- 1981 – Gudarnas krig (Clash of the Titans)